# Andreas Harrelius
Andreas Harrelius, född 1650 i Hults församling, Jönköpings län, död 1696 i Nykils församling, Östergötlands län, var en svensk präst.

## Biografi
Andreas Harrelius föddes 1650 i Hults församling. Han var son till komministern Johannes Laurentii Tiutius i Edshults församling. Harrelius blev 1670 student vid Uppsala universitet och prästvigdes 28 januari 1677. Han blev 1680 komminister i Viby församling och 24 februari 1692 kyrkoherde i Nykils församling, tillträde 1693. Harrelius var opponent vid prästmötet 1695. Han avled 1696 i Nykils församling och begravdes 21 maj samma år.

### Familj
Harrelius var gift med Brita Jacobsdotter (död 1696). De fick tillsammans barnen registratorn Johan Harrelius (död 1710) i Malmö, Agatha Harrelius och kronofogden Jacob Harrell (1685–1726).